# 얀도 예노
얀도 예노 또는 예노 얀도(Jenó Jandó, 헝가리어: [ˈjɛnøː ˈjɒndoː], 1952년 2월 1일 ~ 2023년 7월 4일)는 헝가리 피아니스트이자 부다페스트 프란츠 리스트 음악 아카데미 교수였다. 그는 낙소스 레코드(Naxos Records)의 첫 번째 하우스 피아니스트였으며 60개 이상의 앨범을 녹음했다.

## 배경과 교육
얀도는 리스트 아카데미에서 카탈린 네메스(Katalin Nemes) 및 팔 카도사(Pál Kadosa)와 함께 피아노를 공부했으며 나중에 조르주 치프라 및 치아니(Ciani) 피아노 콩쿠르를 포함한 많은 주요 국제 피아노 콩쿠르에서 우승했다. 그의 전문적인 경력은 18세에 베토벤 피아노 콩쿠르에서 3위를 하면서 시작되었다. 그는 또한 1973년 헝가리 피아노 콩쿠르에서 우승했고, 1977년 시드니 국제 피아노 콩쿠르에서 실내악 부문 1위를 차지했다.